# Patricia Laurent Kullick
Patricia Laurent Kullick (Tampico, Tamaulipas, 22 de enero de 1962-Playa del Carmen, Quintana Roo, 2 de noviembre de 2022) fue una escritora mexicana que residió gran parte de su vida en Monterrey, Nuevo León. Sus cuentos y novelas poseen registros íntimos y lúdicos, tocando temas sobre la locura y la mujer.

## Biografía y trayectoria
Perteneció al Sistema Nacional de Creadores de Arte y publicó libros de cuentos como Ésta y otras ciudades, Están por todas partes, El topógrafo y la tarántula e Infancia y otros horrores.
Sus primeras novelas fueron El circo de la soledad y El camino de Santiago; esta última fue galardonada con el Premio Nuevo León de Literatura en 1999, y años más tarde se publicó en inglés a través de Peter Owen Publishers y se reditó en Tusquets Editores en el 2001. Recientemente (2015), publicó La giganta, también en Tusquets.

### El camino de Santiago
Esta obra escenifica como muy pocas el trance interior de la locura y sus celadas en la (in)conciencia de una mujer. Se ha convertido en una obra de culto. Esta misma novela fue luego publicada por Ediciones Era en 2003 y por la editorial londinense Peter Owen en 2004.[cita requerida]

## Muerte
Patricia Laurent Kullick falleció el 2 de noviembre de 2022 en Playa del Carmen, Quintana Roo por complicaciones quirúrgicas.

## Obra

### Libros de cuentos
- Esta y otras ciudades (Tierra Adentro, 1991)
- Están por todas partes (Ayuntamiento de Ciudad Guadalupe, 1993)
- El topógrafo y la tarántula (Editorial de Papeles de la Mancuspia, 1996)
- Infancia y otros horrores (Fondo Estatal para la Cultura y las Artes de Nuevo León, 2003)

### Novelas
- Santiago's Way (Editorial Peter Owen de London, 2002)
- El Camino de Santiago (Editorial Era, 2002)
- El Circo de la Soledad (Ediciones Intempestivas, 2011)
- El Camino de Santiago (reprinted by Editorial Tusquets, 2015)
- La Giganta (Editorial Tusquets, 2015)